# Cumalı
Cumalı ist ein Dorf im Landkreis Bozkurt der türkischen Provinz Denizli.
Cumalı liegt etwa 53 Kilometer östlich der Provinzhauptstadt Denizli und 10 Kilometer südwestlich von Bozkurt. Cumalı hatte laut der letzten Volkszählung 758 Einwohner (Stand Ende Dezember 2010).